# 玉山金山
玉山金山（たまやまきんざん）は、岩手県陸前高田市竹駒町上壺で金を採掘した鉱山である。
令和元年（2019年）5月20日に「みちのくGOLD浪漫―黄金の国ジパング、産金はじまりの地をたどる―」の構成文化財のひとつとして日本遺産に認定された。

## 概要

### 地質
鉱床は先シルル紀の氷上花崗岩中に発達した含金ペグマタイト質石英脈で、形成には上記の氷上花崗岩が関与したものと推定される。鉱石は晶洞の発達した粗粒石英で白雲母を多量に伴う特異な外観を有し、黄鉄鉱の酸化によって生成した褐鉄鉱（武石）に自然金を伴う。

### 歴史
本金山は「陸奥の金」として日本で初めて金が発見されたと伝えられる金山のひとつで、天平の時代にはすでに砂金のかたちで金を産出していたとされる。また、金とともに美しい水晶を多産したことから、玉（水晶）の出る山という意味の玉山と名づけられたという。マルコ・ポーロの『東方見聞録』にある「東方に国あり、その名ジパングという。その国で特に驚くべきことは金の多いことである。その金は掘れども尽きず。」の主体が本金山であるとされる。その産金は奈良東大寺の大仏に使われたほか、奥州藤原氏の黄金文化を支え、中尊寺金色堂にその産金量の膨大さが見て取れる。藤原清衡が宋に10万5000両もの金を贈り、朝廷に年々四貫目の金を朝貢して殿上人を羨望せしめたといわれる。平重盛が唐の育王山に寄贈した3500両の金も本金山産出とされる。
戦国時代には豊臣秀吉が直轄として金山奉行を配し、その後は伊達氏の所有となり伊達政宗以降三代の栄華の源となったほか、慶長遣欧使節に要する費用はすべて本金山の産金によるものといわれたが、江戸幕府に没収されることを恐れて坑口その他を破壊し廃坑に見せかけたとされる。和右ヱ門坑は慶長16年（1611年）に金山師の小野寺源太郎が3ヶ月で140万両の金を掘り出したと言われており、本金山で最も多く金を産出した坑道とされる。千人坑は最盛期の主要坑道で、一時は「玉千軒余」と呼ばれ大いに繁栄したが寛文12年（1673年）頃から次第に産金量が減少し、黄金のベコ（牛）とともに坑夫千人が落盤の下敷きとなって死んだという「オソトキ」（飯炊きの女）の伝説を残しながら、廃坑のみが現在も残されている。
明治37年（1904年）には日本銀行副総裁の高橋是清が、本金山を抵当にして日露戦争の軍資金に英米から8億円の借入をしている。